# Veiligheidsregio Flevoland

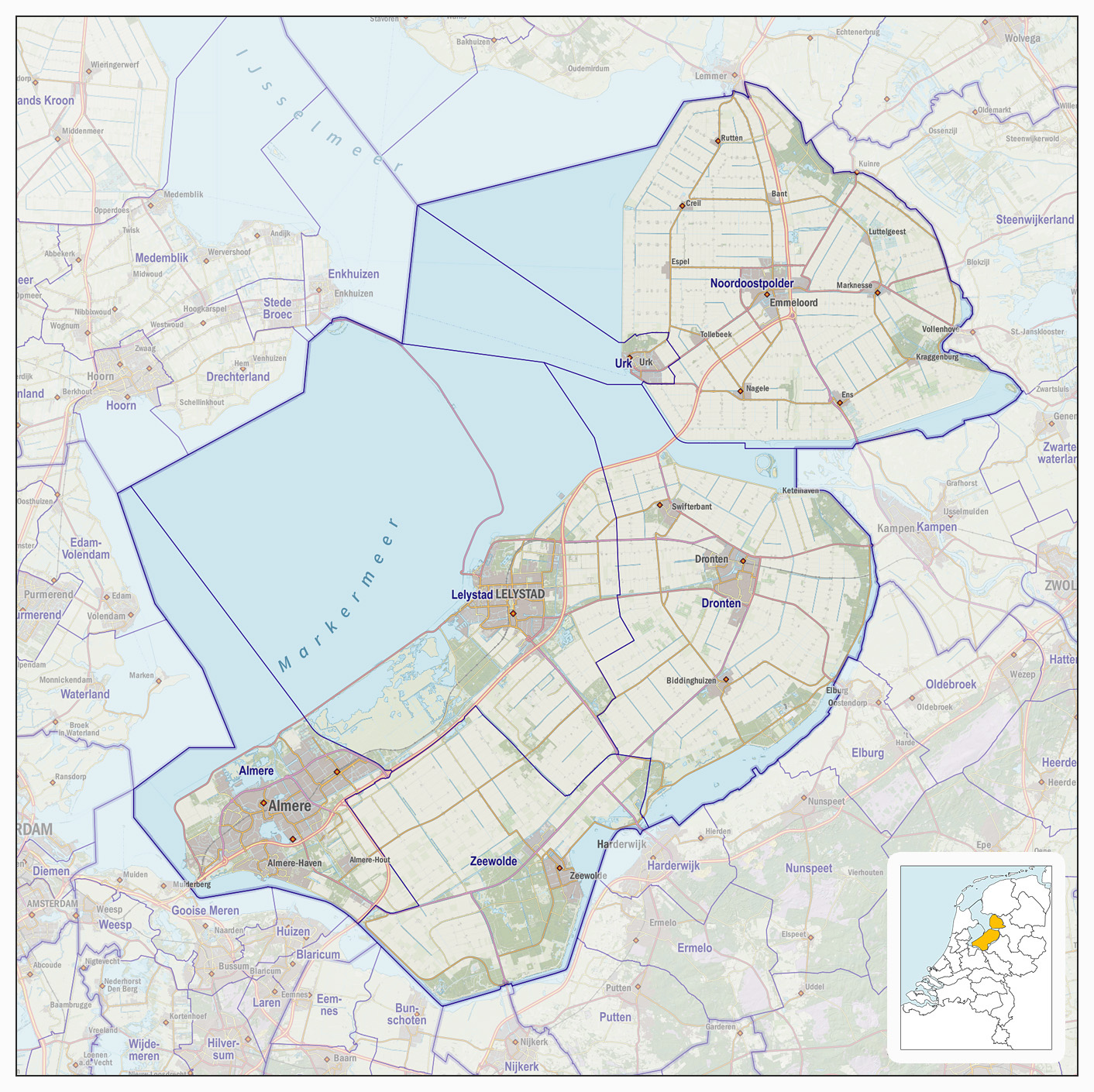
Veiligheidsregio Flevoland, impressie van het landschap en indeling van gemeenten (2017)

De veiligheidsregio Flevoland is een veiligheidsregio die qua grenzen congruent is met de provincie Flevoland. Een veiligheidsregio is in Nederland een samenwerkingsverband van de hulpverleningsdiensten op basis van de Wet Gemeenschappelijke Regelingen en de wet Veiligheidsregio's, ten behoeve van fysieke veiligheid.

## Regioprofiel
- Inwoners: 404.783 (februari 2016, CBS)
- Landoppervlakte: 1.419 km²
- Gemeenten: 6. In deze regio zijn geen gemeentelijke herindelingen te verwachten.
- De regio ligt vrijwel geheel onder de zeespiegel, op de voormalige eilanden Urk en Schokland na.
- De gemeente Noordoostpolder is met zo'n 460 km² qua landoppervlakte een van de grootste gemeenten van Nederland, zelfs groter dan de gehele Veiligheidsregio Gooi en Vechtstreek.

### Gemeenten
| 1. Almere 2. Dronten 3. Lelystad 4. Noordoostpolder 5. Urk 6. Zeewolde | Gemeenten in Flevoland |

## Risico's

### Terrein
- Het land heeft grotendeels de vorm van een 'badkuip'. Watermanagement is een belangrijk thema.
- Aanmerkelijke hoeveelheden nieuw aangeplant bos, met name in de gemeente Zeewolde, kunnen bij droogte en warmte kans op natuurbranden geven.
- Nieuwbouwprojecten in Flevoland en de Noordoostpolder worden nogal eens geconfronteerd met langzaam verzakkende ondergrond.

### Infrastructuur
- Vervoer van gevaarlijke stoffen over de snelweg A6, van en naar de Randstad / Groningen.
- De Houtribdijk van Lelystad naar Enkhuizen kan bij zwaar weer gevaar voor het verkeer opleveren. In de winter is er kans op kruiend ijs.
- De spoorweg loopt van de Hollandse Brug bij Almere, via Almere, Lelystad en Dronten naar de Drontermeertunnel tussen Dronten en Kampen. Op dit moment rijdt er slechts personenvervoer, maar goederenvervoer en mogelijk spoortransport van gevaarlijke stoffen is voorzien.

### Sociaal-fysiek
- Attractiepark Walibi Holland bij Biddinghuizen kan bij grote drukte en warmte aandacht voor (openbare orde en) veiligheid vereisen.
- Jaarlijks muziekfestival Lowlands bij Biddinghuizen.

## Instanties
- Brandweer. De regio heeft 15 brandweerkazernes, verdeeld over vier teams. Hier werken ca 500 mensen (beroeps en vrijwilligers).
- GHOR
- GGD: De grenzen van de GGD Flevoland zijn congruent met die van de Veiligheidsregio.
- Ambulancevervoer: wordt in deze regio verzorgd door RAV Flevoland, onderdeel van de GGD.
- Gemeenten: 6.
  - Voorzitter van de Veiligheidsregio: Hein van der Loo, burgemeester van de gemeente Almere.
- Provincie: De regio valt samen met de provincie Flevoland.
- Politie: de regio maakt deel uit van de Regionale Eenheid Midden-Nederland en valt samen met het district Flevoland daarbinnen.
- Justitie: Flevoland valt binnen het arrondissementsparket Midden-Nederland met een Rechtbank in Lelystad; het Gerechtshof zetelt in Utrecht.
- Waterschappen: 1, te weten Zuiderzeeland.
- Rijkswaterstaat: de regio valt binnen de regionale dienst Midden-Nederland.
- ProRail: beheert het spoorwegennet.
- Drinkwater: de regio valt binnen het verzorgingsgebied van waterbedrijf Vitens.
- Ziekenhuizen kent dertien ziekenhuizen met klinische faciliteiten in Almere, Lelystad, Emmeloord en Dronten.
- Defensie: de regio valt binnen het RMC verzorgingsgebied Noord, dat zetelt in Havelte.
- Energiesector: het beheer van het energienet voor elektriciteit gebeurt door Enexis (Noordoostpolder) en door Liander (zuidelijk Flevoland).